# Глобальна мережа журналістів-розслідувачів
Глобальна мережа журналістів-розслідувачів (Global Investigative Journalism Network, GIJN) — міжнародна асоціація, що станом на травень 2024 року об’єднує 250 неурядових організацій у 91 країні світу. Усі члени мережі підтримують та розвивають розслідувальну журналістику, а їхні зусилля спрямовані на подальше розширення цієї мережі як глобального медіахабу, де журналісти-розслідувачі з усього світу можуть знаходити партнерів для транскордонних репортажів, обмінюватися досвідом, контактами та передовими технологіями.
Детальніше про місію та цілі GIJN.
Членами GIJN можуть стати некомерційні, неурядові та освітні організації або їхні аналоги, які активно підтримують журналістські розслідування та пов’язану з ними журналістику даних.
На початку 2023 року GIJN відкрила українську редакцію, яка має свій сайт та сторінки у соцмережах — Facebook і Telegram.

## Історія GIJN
Рішення про створення GIJN прийняли у 2003 році в Копенгагені.
На Глобальній конференції журналістів-розслідувачів у Києві у 2011 році делегати вирішили створити тимчасовий секретаріат, щоб ефективніше готуватися до конференцій GIJN та нарощувати свій потенціал для підтримки журналістських розслідувань у всьому світі. 
Секретаріат офіційно розпочав свою роботу в лютому 2012 року. Його виконавчим директором тоді був Девід Каплан (з вересня 2023 року виконавчою директоркою GIJN є Емілія Діас-Страк). Виконавчий директор та секретаріат підзвітні Раді директорів, яку обирають представники організацій-членів GIJN.
У 2014 році мережа GIJN була зареєстрована як некомерційна корпорація у штаті Мериленд, США. Ключові установчі документи розміщені на сайті організації.
27 грудня 2023 року Міністерство юстиції Російської Федерації додало GIJN до списку «небажаних організацій». GIJN висловила протест проти цього рішення.

## Члени GIJN в Україні
Станом на травень 2024 року членами GIJN є десять українських медіаорганізацій: Bihus.info, Донецький інститут інформації, Інститут розвитку регіональної преси (ІРРП), Кримський центр журналістських розслідувань, Миколаївський центр журналістських розслідувань (NikCenter), Наші Гроші, NGL.media (до липня 2023 року «Наші гроші. Львів»), Слідство.Інфо, Texty.org.ua, Четверта влада (ГО «Рівненське агентство журналістських розслідувань»).
У 2019 році GIJN виключила проєкт «Стоп корупції» зі своєї мережі через непрофесіоналізм і конфлікт інтересів.

## Глобальна конференція журналістів-розслідувачів
Кожні два роки GIJN проводить Глобальні конференції журналістів-розслідувачів (Global Investigative Journalism Conference, GIJC), які з 2001 року зібрали тисячі журналістів зі 132 країн. На конференцію GIJC23 в Ґетеборзі зареєструвалися 2138 учасників зі 132 країн, що зробило її найбільшим зібранням журналістів-розслідувачів за всю її історію.
Мета цих зібрань — обмін досвідом і формування транскордонних зв’язків для проведення спільних розслідувань.
Глобальну конференцію журналістів-розслідувачів уже проводили в таких країнах:
- Копенгаген, Данія — 2001, 2003 роки;
- Амстердам, Нідерланди — 2005 рік;
- Торонто, Канада — 2007 рік;
- Ліллехаммері, Норвегія — 2008 і 2015 роки;
- Женева, Швейцарія — 2010 рік;
- Київ, Україна — 2011 рік;
- Ріо-де-Жанейро, Бразилія — 2013;
- Йоганнесбург, ПАР — 2017;
- Гамбург, Німеччина — 2019 рік;
- Гетеборг, Швеція — 2023 рік[22].

## Нагорода Global Shining Light («Проливаючи світло»)
На Глобальній конференції журналістів-розслідувачів GIJN вручає нагороду Global Shining Light за журналістські розслідування, «зроблені під загрозою, тиском або в найважчих умовах у країнах, що розвиваються або в країнах з перехідною економікою». Українські журналісти двічі отримували за свою роботу спеціальні відзнаки від конкурсного журі Global Shining Light. 
У 2023 році нагороду завоював матеріал програми «Схеми: корупція в деталях» (розслідувальний проєкт «Радіо Свобода») «Як волонтери масово ховали цивільних в Ізюмі».
У 2015 році спеціальну відзнаку журі «За професійну майстерність» отримала команда проєкту Yanukovych Leaks.